# Will Clyburn
William Dalen "Will" Clyburn (Detroit), 17 de maio de 1990) é um basquetebolista profissional estadunidense que atualmente defende o CSKA Moscou na VTB Liga.